# Achtel (Oberpfalz)
Achtel ist eine Gemarkung im Oberpfälzer Landkreis Amberg-Sulzbach und war Gemeinde.
Die Gemarkung liegt auf dem Gebiet der Gemeinde Hirschbach, auf ihr liegen deren Gemeindeteile Buchhof, Eggenberg, München, Oberachtel, Oberklausen, Obermühle, Pruppach, Ratzenhof, Riglashof, Unterachtel, Unterklausen und Ziegelhütte bei Achtel.

## Geschichte
Die Gemeinde befand sich im ehemaligen Landkreis Sulzbach-Rosenberg, etwa in der Mitte der heutigen Gemeinde Hirschbach. Sie bestand aus 9 Ortsteilen und hatte etwa 1320 Hektar Gemeindefläche. Neben dem Gemeindesitz Oberachtel waren das Buchhof, Eggenberg, München, Oberklausen, Obermühle, Ratzenhof, Unterachtel und Unterklausen.
Im Zuge der Gemeindegebietsreform wurde sie am 1. Januar 1972 aufgelöst und in die Gemeinde Hirschbach eingegliedert.